# Janice Soprano
Janice Soprano Baccalieri, interpretata dall'attrice Aida Turturro, è la sorella maggiore di Tony, protagonista della serie televisiva I Soprano dell'emittente televisiva statunitense HBO.
È uno dei personaggi principali della serie, nonostante sia stata introdotta solo a partire dalla stagione 2.
Nelle scene in flashback della giovinezza è interpretata da Madeline Blue e da Juliet Fox.
In italiano è doppiata da Cinzia De Carolis.

## Biografia
Janice irrompe nella vita di Tony dopo essersi assentata per molti anni, passati (come viene raccontato a posteriori da lei stessa) a cercare una propria strada e una dimensione, artistica e spirituale (dopo aver viaggiato in India e in Sri Lanka aveva anche cambiato nome in Parvati).
Come accennato, entra in scena nella stagione 2 quando, rimasta senza soldi, con un matrimonio fallito e un figlio disperso per il mondo, mira alla presunta eredità della madre Livia, ricoverata e ormai anziana.
Avendo solo una pensione d'invalidità per un mai chiarito problema al tunnel carpale di una mano, chiede quindi aiuto a Tony, col quale riprende un rapporto burrascoso e spesso umoristico: la vicinanza tra i due fratelli non ristabilisce il legame, anzi lo peggiora, in quanto Janice (che ha una personalità che per molti tratti ricorda quella della madre) complica continuamente la vita a Tony.
Il punto di rottura tra i due (che provoca una ripresa degli attacchi di panico di Tony) avviene quando Janice riprende la relazione con una vecchia fiamma della sua adolescenza, Richie Aprile, appena uscito di galera e desideroso di sistemarsi e riacquistare una posizione di prestigio all'interno dell'organizzazione DiMeo.
Janice spinge Richie a esporsi sempre maggiormente con Tony, fino a quando viene paventato un attentato al boss: ma le cose precipitano durante una lite, e Janice fa fuori Richie proprio alla vigilia delle nozze, sparandogli due colpi al petto (ep. 25). 
Tony rimedia alla situazione, occultando il cadavere di Richie e spedendo Janice a Seattle, dove cercherà di rifarsi una vita.
L'anno successivo, in occasione della morte di Livia, Janice ritorna e si stabilisce nella casa della madre.
Qui inizierà una serie di relazioni con altri esponenti mafiosi, quali Ralph Cifaretto e, in seguito, dopo la morte di Karen Baccalieri (ep. 42), con Bobby Bacala con cui convola a nozze e da cui ha una figlia, Nica.

## Personalità
Anche se mai apertamente ammesso, Janice ha molti punti di contatto con la madre: il narcisismo, l'ipocrisia, la capacità di manipolare a proprio piacimento le situazioni e i comportamenti del fratello e dei fidanzati, usando spesso l'inganno per i propri scopi. Ricatta Svetlana, l'ex badante della madre, arrivando a rubarle la protesi della gamba: istiga Richie e Ralph a schierarsi contro il fratello Tony e usa la perfidia perfino con i bambini di Bobby dopo che questo, rimasto vedovo, non riusciva a superare il proprio lutto e rifarsi una vita sentimentale.

## Caratteristiche narrative
Chase, ideatore della serie e di tutti i personaggi, usa il personaggio di Janice principalmente come un alter ego di Donna Livia: sebbene non abbia su Tony la stessa influenza della madre, rimane sempre la sorella maggiore e Tony ne è influenzato (come quando riesce a convincere Johnny Sack a svendere a Bobby la splendida ed enorme villa di sua proprietà, in seguito al suo arresto, ep. 75).
Durante le sedute dalla dott.ssa Melfi, questa influenza e l'atteggiamento ricattatorio di Janice emergono anche nei racconti dell'infanzia di Tony e della famiglia Soprano.
Il personaggio ha anche un evidente richiamo umoristico e spezza molto spesso la linea tragica del racconto con situazioni più leggere: in particolare nelle scene di sesso con i fidanzati o nelle sue ricadute spirituali, in cui si avvicina ora a un movimento ora ad un altro, dimostrando una mancanza totale di coerenza, una limitatezza culturale e un approccio superficiale alle religioni e alle mode. Solo il matrimonio con Bobby calma la sua indole inquieta, scostante e spesso aggressiva.

## Omicidi commessi da Janice Soprano
- Richie Aprile, suo fidanzato, ucciso con due colpi di pistola dopo una lite nata per la presunta omosessualità di Richie Jr., il figlio nato da una precedente relazione di Richie (2000, ep. 25)